# 敗者復活戦
敗者復活戦（はいしゃふっかつせん）とは、一度は競技に敗れた競技者（選手）・チームを再度戦わせ、その一部を次回戦等へ進出させるために行う競技システムである。
英語では「レペチャージ（Repechage）」または「コンソレーション（Consolation）」と呼ぶ。

## 概要
主に一発勝負型のトーナメント方式の大会で用いられる。対照的に総当たりリーグ戦ではほとんど用いられていない。
スポーツ競技のほか、クイズなどスポーツ以外の競技や、料理・演芸などの技能コンペ形式のテレビのバラエティ番組で実施されることも多く見られる。その際には、主にスポーツ競技で使用される「ワイルドカード」という言葉が使用される場合がある。
なお、放棄試合など不正・問題行為による失格の場合、敗者復活戦への出場も禁止される場合もある。

## 柔道における敗者復活戦
敗者復活戦が採用されている競技としては柔道が有名で、主に世界大会で用いられている。
2009年8月の世界選手権より前の敗者復活戦は、ベスト4の選手（準決勝進出者）に直接対決で敗れた選手をブロックごとに組み合わせて行う。まず、1回戦の敗者と2回戦の敗者、続いてその勝者と3回戦の敗者が対戦するステップラダー方式により勝者が敗者復活最終戦に進出。敗者復活最終戦はプールごとに行われ、各ブロック敗者復活戦の勝者同士が対戦し、その勝者は3位決定戦に進出（敗者は7位が確定（2名））。3位決定戦では、敗者復活最終戦勝者と別ブロックの準決勝敗者が対戦し、勝者は3位（2名）、敗者は5位（2名）となる。
2009年8月の世界選手権以降、敗者復活の権利があるのは準々決勝以降敗れた選手に限定されるようになった。同じブロックの準々決勝敗退選手同士が敗者復活戦を行い、その勝者は3位決定戦に進出（敗者は7位が確定（2名））。3位決定戦では、敗者復活戦勝者と別ブロックの準決勝敗者が対戦し、勝者は3位（2名）、敗者は5位（2名）となる。
なお、新旧ともに制度上、準決勝に進出した選手が3位になれず、その選手に直接対決で敗れて敗者復活戦に回った選手が3位になる場合もある。

## 野球における敗者復活戦

### 高校野球
全国高等学校野球選手権大会の前身である「全国中等学校優勝野球大会」の1916年・1917年（それぞれ第2・3回）で導入された。これは現在のような都道府県の代表ではなく、ブロックごとの代表が本大会に進出する仕組みであったため参加校が少ない上、トーナメントの勝ち上がりに端数が生じるためであった。
第2回は12チームが進出し、2回戦への勝ち上がりは6チームとなるが、こうなると準決勝進出が3チームで端数が発生する。そこで1回戦の成績を参考として敗れた6チーム中成績のよかった中学明善（福岡）と鳥取中（鳥取）の2チームを「敗者復活」とみなして準々決勝で対戦し、そこで勝ったチームが準決勝に進むという形だった。この敗者復活で鳥取中学が準決勝に進んだが、準決勝で敗退している。
第3回もやはり12チームで行ったが、敗者復活の対象は4チームとなり、愛知一中（愛知）、明星商（大阪）、長崎中（長崎）、和歌山中（和歌山）がそれにコマを進め、敗者復活戦を優勝した愛知一中が決勝戦まで勝ち進んで優勝を勝ち取ったが、一度負けた学校が優勝したことで不公平だとの声が挙がり、これを最後に敗者復活戦は廃止された。
なお、春と秋の一部の県大会では現在も敗者復活戦が行われている（千葉、京都、兵庫など）。

### 大学野球
1976年の第25回全日本大学野球選手権大会では、準決勝敗退2校から敗者復活戦を実施し、準決勝で敗退した東海大学が勝ち上がって優勝した。この方式は、その年限りで廃止された。

### 社会人野球
都市対抗野球大会の各地予選では、敗者復活併用のトーナメントで代表チームをきめる地区が多い。

### プロ野球
1936年の「第1回職業野球全日本選手権大会」（夏季大会）で、東京・名古屋の大会で敗者復活つきのトーナメントを開催したことがあった。

### ソフトボール
ソフトボールのプレーオフでは、通常の勝ち抜け方式にプラスして、敗者復活戦の要素を組み合わせた「ページシステム式トーナメント」がある。

## 将棋における敗者復活戦
将棋では、プロ将棋界の8つのタイトル戦のうち、竜王戦の竜王ランキング戦と棋王戦に敗者復活戦が存在する。

### 竜王ランキング戦
1組（定員16名）では、決勝に進めなかった者は全て敗者復活に回る。
- 1組の1回戦敗者8名は5位決定戦に回り、勝ち抜いた1名が1組5位として本戦出場する。原則として5位決定戦1回戦敗者4名が2組に降級する。
- 1組の2回戦敗者4名は4位決定戦に回り、勝ち抜いた1名が1組4位として本戦出場する。
- 1組の3回戦（準決勝）敗者2名が戦い、勝者が1組3位として本戦出場する。

2組～6組では、優勝者各1名と、2組の準優勝者だけが本戦出場する。しかし、上の組に昇級する3位（各2名）を決める昇級者決定戦（敗者復活戦）が行われる。
詳細は、竜王戦 を参照。
敗者復活から挑戦権を得た代表例としては、2008年の竜王戦で1組5位の羽生善治が竜王挑戦者となったことが挙げられる。また、敗者復活から昇級をした代表例としては、橋本崇載が2006年までにすべて昇級者決定戦で5年連続で1組まで昇級したことが挙げられる。

### 棋王戦
本戦トーナメントでベスト4に入ると、以降は1敗までならば挑戦権を得られる「2敗失格システム」となっている。まずは暫定準決勝で敗れた2名が戦い、勝った方が暫定決勝で敗れた1名と戦い、これに勝った方が敗者復活勝ち上がりとなる。敗者復活を勝ち上がった棋士が暫定1位の棋士と変則二番勝負を行い、暫定1位の棋士は1勝だけすれば挑戦者となり、敗者復活の棋士は2連勝すれば挑戦者となる。
かつては、決勝は二番勝負でなかったが、「本戦側の挑戦者決定戦進出者に敗者復活の権利がないのは不公平」との声があり、1990年代に敗者復活トーナメント側の優勝者は挑戦者決定戦で2勝しなければならないように制度が改正された。

## テレビ番組における敗者復活戦
かつて多く制作されていた視聴者参加型のクイズ番組では、比較的古くから敗者復活システムが存在していた。
このシステムが一般に広く認知されるようになったのは、日本テレビ系の『アメリカ横断ウルトラクイズ』が予選で敗者復活システムを大々的に取り入れ、復活者に「敗者復活」と書かれた目立つ襷や鉢巻を着用させたことからである。同番組での敗者復活戦は主に残り人数が多い序盤戦に行われることが多く、一部の回を除き各回数度ずつ予選または道中で敗者復活戦が行われていた。同番組では敗者復活者が優勝したことも数度あった。
後にクイズ番組だけでなく、『M-1グランプリ』（2002年から）や『R-1グランプリ』（2009、2010年、2015年以降）などの演芸コンテスト番組でも取り入れられている。

## その他の敗者復活戦
- レスリングやテコンドーでは決勝に進出した選手に敗れた選手が敗者復活戦に進む（詳細）。
- ビーチバレーJBVツアーでも導入されている。
- オリンピックの自転車競技などのケイリンでは1回戦敗者復活戦がある。
- オールスター競輪ではかつて、敗者復活戦（1次での敗退選手を対象）を導入していた年もあった。
- オートレースのGIIさざんかカップ（船橋）は、2006年の「東西対抗戦」で敗者復活戦を導入した[3]。
- パリオリンピックの陸上競技では200m走～1500ｍ走までの個人競技で採用された。
- カーリングの2022北京冬季五輪世界最終予選では、まず参加全チーム（男女9か国）による1次リーグを行い、その中での1位が無条件で本選出場枠を手にし、その後逆ステップラダー方式による2・3・4位によるトーナメントで残りの3枠を確定させている（勝者がそれぞれ第2・3代表）。

|  | 第2代表決定戦 | 第2代表決定戦 |         |  | 第3代表決定戦 | 第3代表決定戦 |
|  |               |               |         |  |               |               |
|  | A             |               |         |  |               |               |
|  |               |               |         |  |               |               |
|  | 予選2位       |               |         |  |               |               |
|  |               |               | B       |  |               |               |
|  | 予選3位       |               |         |  |               |               |
|  | Aの敗者       |               |         |  |               |               |
|  |               |               |         |  |               |               |
|  |               |               | 予選4位 |  |               |               |
|  |               |               |         |  |               |               |
|  |               |               |         |  |               |               |
|  |               |               |         |  |               |               |
|  |               |               |         |  |               |               |
|  |               |               |         |  |               |               |
|  |               |               |         |  |               |               |
|  |               |               |         |  |               |               |
|  |               |               |         |  |               |               |

## 比喩的な敗者復活戦
競馬、スキー・ワールドカップのようなシーズンを通しての競技体系が確立されているスポーツの場合、際立って強い存在が登場しても、前哨戦での負傷や参加資格の都合などの事情から最も重要な競技大会や競走に参加できなかったり、参加資格や年齢制限の問題の場合には、最強クラスの者がいわゆる「裏街道」の路線を歩まざるを得ず、時にはそちら側で連戦連勝の状況となることも見受けられる。また、オリンピックなどでも同様の問題により、直近の前哨戦となる世界クラスの国際大会の優勝者が不参加となることが見られる。
このような場合、本来は世界最高や世代最強などの存在を決するべき位置づけである大きな競技大会やレースが、その最強と目される存在に敗れた者たち同士を中心軸とした、ある意味で主役不在の、実質的には『ナンバー2を決める戦い』と見なされてしまい、盛り上がりに欠けてしまうことが見られる。このような状況を指して『敗者復活戦』と表現することがある。
このパターンで敗者復活戦という言葉が使用がされたケースとして、以下のようなケースが知られている。

### 中央競馬
中央競馬のクラシック競走に、当時の規則が壁となって出走できなかった持込馬マルゼンスキーの前に霞んでいた1977年クラシック三冠路線、同じく地方競馬に最初入厩したためにクラシック登録がなかったことからクラシック競走に出走できず、クラシックの裏側で連勝街道を歩んだオグリキャップの影に泣いた1988年クラシック三冠路線などで、「敗者復活戦」という表現がスポーツ新聞などで用いられた。